# Glochidion tomentosum
Espèce
Synonymes
- Agyneia hirsuta Miq.[2]
- Bradleia hirsuta Roxb.[2]
- Bradleja hirsuta Roxb.[2]
- Diasperus arnottianus (Müll.Arg.) Kuntze[2]
- Diasperus hirsutus (Roxb.) Kuntze[2]
- Diasperus mishmiensis (Hook.f.) Kuntze[2]
- Diasperus tomentosus (Dalzell) Kuntze[2]
- Glochidion arnottianum Müll.Arg.[2]
- Glochidion dasyphyllum K.Koch[2]
- Glochidion hirsutum (Roxb.) Voigt[2]
- Glochidion mishmiense Hook.f.[2]
- Glochidion sphaerostigmum Hayata[2]
- Glochidion tomentosum Dalzell[2]
- Glochidion zeylanicum var. talbotii (Hook.f.) Haines[2]
- Phyllanthus arnottianus (Müll.Arg.) Müll.Arg.[2]
- Phyllanthus hirsutus (Roxb.) Müll.Arg.[2]
- Phyllanthus tomentosus (Dalzell) Müll.Arg.[2]

Statut de conservation UICN

 EN B1+2c : En danger
Glochidion tomentosum est une espèce de plantes à fleurs de la famille des Phyllanthaceae.

## Liste des variétés
Selon Tropicos (10 avril 2019) :
- variété Glochidion tomentosum var. talbotii Hook. f.

## Publication originale
- Hooker's Journal of Botany and Kew Garden Miscellany 2: 38. 1851.